# Schmedeswurth
Schmedeswurth er en by og kommune i det nordlige Tyskland, beliggende i Amt Marne-Nordsee i den sydvestlige del af Kreis Dithmarschen. Kreis Dithmarschen ligger i den sydvestlige del af delstaten Slesvig-Holsten.

## Geografi
Schmedeswurth er en marskkommune beliggende mellem Marne og Brunsbüttel ved Bundesstraße 5. I kommunen ligger ud over Schmedeswurth, bebyggelserne Auenbüttel, Ostermenghusen, Schmedeswurtherwesterdeich og Westermenghusen.